# 80 î.Hr.

## Nașteri
- dată necunoscută: Vitruviu  (d. 15 î.Hr.)
- dată necunoscută: Vercingetorix  (d. 46 î.Hr.)
- dată necunoscută: Aenesidemus filosof grec (d. 10 î.Hr.)
- dată necunoscută: Antigon al II-lea Mattathias  (d. 37 î.Hr.)
- dată necunoscută: Alexandru al Iudeei  (d. 49 î.Hr.)